# Marie-Eugénie Coulin-Moinot
Marie-Eugénie Coulin-Moinot, née le 11 mai 1867 à Belfort et morte le 13 octobre 1950 à Paris, est une peintre française.

## Biographie
Marie-Eugénie Moinot est la fille de Joseph Moinot, percepteur, et de Sophie Triponé. Sa sœur Anna (née en 1870) exposera au Salon parisien de 1902 un col de dentelle.
Elle rencontre Édouard Louis Coulin, homme de lettres domicilié au no 1 de la rue Cervantès. Le couple y emménage après leur mariage célébré en 1896. Leur union se soldera par un divorce en 1917.
Élève à Lyon de Mlle Olivier et de Claudius Barriot, puis à Paris de Benjamin-Constant, de Marcel Baschet et de Jean-Paul Laurens, elle expose au Salon des artistes français à partir de 1898.
Elle meurt à l'âge de 83 ans à l'hôpital Broussais. Elle est inhumée le 18 octobre 1950 au cimetière du Montparnasse.